# Topór
Topór bezeichnet ein polnisches Wappen, welches von verschiedenen Familien des polnischen Adels (Szlachta) in der Zeit der polnisch-litauischen Union verwendet wurde.

## Geschichte
Das Wappen Topór ist der Legende nach eines der ältesten Wappen der Szlachta, möglicherweise sogar das älteste. Erstmals taucht es als Siegel im 13. Jahrhundert auf. Bis zur Union von Horodło wurde es bei ca. 220 polnischen Adelsfamilien verwendet, meist in der Gegend um Krakau, Lublin und Sandomierz.
Während der Zeit der Union repräsentierte Maciej z Wąsoczą die Wappengemeinschaft der Woiwoden von Krakau. Nach der Union im Großfürstentum Litauen wurden weitere 150 Familien aufgenommen. Aufgrund seines Alters wurde das Wappen als Starża, also als „altehrwürdiges“ Wappen, bezeichnet.
Die Helmzier des Wappens ist eine Axt.

## Persönlichkeiten
Dieses Wappen tragen unter anderen:
- Cyprian Norwid
- Jerzy Ossoliński
- Franciszek Maksymilian Ossoliński